# Артур Гант
Артур Саррідж Гант (англ. Arthur Surridge Hunt; 1 березня 1871, Ромфорд, Ессекс — 18 червня 1934, Оксфорд) — британський археолог, палеограф і папіролог.

## Біографія
Народився в Рамфорді (Ессекс).
Освіту здобув у Королівському коледжі в місті Оксфорді.
Відомий насамперед як відкривач численних папірусів, серед яких Оксіринхські папіруси. Археологічні розкопки в Єгипті провадив разом з Бернардом Ґренфеллом. Був наступником Гренфелла на посаді професора папірології Оксфордського університету.
Був членом
- Британської академії наук,
- Данської королівської академії наук,
- Баварської академії наук.

## Праці
- у співавторстві з Бернардом Ґренфеллом: Sayings of Our Lord from an early Greek Papyrus (Egypt Exploration Fund; 1897)(англ.)
- у співавторстві з Бернардом Ґренфеллом і Девідом Гоґартом: Fayûm Towns and Their Papyri (London, 1900)(англ.)